# Свети Антоний (Градешница)
Вижте пояснителната страница за други значения на Свети Антоний.
„Свети Антоний“ (на македонска литературна норма: „Свети Антониј“, „Свети Андониј“) е възрожденска църква, край мариовското село Градешница, част от Преспанско-Пелагонийската епархия на Македонската православна църква – Охридска архиепископия.

## Описание
Малката църква е изградена в 80-те години на XIX век. Разположена е върху останките на римска резиденциална вила, трансформирана в IV век в християнска църква. Раннохристиянската базилика е трикорабна с нартекс, атриум и анекси.